# Bruille-Saint-Amand

Bruille-Saint-Amand este o comună în departamentul Nord, Franța. În 1 ianuarie 2022 avea o populație de 1.693 de locuitori.